# Liste von Besteckmuseen
Die folgende Liste gibt einen Überblick zu Besteckmuseen, also zu Museen, die sich der Geschichte, Herstellung, Verwendung und den verschiedenen Formen von Essbesteck widmen. Aufgenommen sind auch umfangreiche Bestecksammlungen in Museen. Die Liste erhebt keinen Anspruch auf Vollständigkeit.

## Liste der Museen
| Bezeichnung                                | Bild           | Standort                                                                  | Staat       | Errichtung Einweihung | Weitere Informationen |
| ------------------------------------------ | -------------- | ------------------------------------------------------------------------- | ----------- | --------------------- | --------------------- |
| Besteckmuseum Glaub                        | weitere Bilder | Köln (Lage)                                                               | Deutschland |                       |                       |
| Musée de la Coutellerie                    | weitere Bilder | Nogent (Lage)                                                             | Frankreich  |                       |                       |
| Besteckmuseum in Schmallenberg-Fleckenberg |                | Schmallenberg-Fleckenberg (Lage)                                          | Deutschland |                       |                       |
| Bestecksammlung (Sakai city)               | weitere Bilder | Sakai-ku, Sakai Traditional Crafts Museum (Sakai, Präfektur Osaka) (Lage) | Japan       |                       |                       |
| Bestecksammlung (Auckland)                 | weitere Bilder | Auckland, Auckland Museum (Lage)                                          | Neuseeland  |                       |                       |
| Bestecksammlung (Mailand)                  | weitere Bilder | Mailand (Lage)                                                            | Italien     |                       |                       |
| Bestecksammlung (Cleveland)                | weitere Bilder | Cleveland, Cleveland Museum of Art (Lage)                                 | USA         |                       |                       |